# Congazcicul de Sus, Găgăuzia
Congazcicul de Sus (în găgăuză Kongazçık Yukarkı, în rusă Верхний Конгазчик) este satul de reședință al comunei cu același nume din Unitatea Teritorială Autonomă Găgăuzia, Republica Moldova.

## Demografie

### Structura etnică
Structura etnică a localității conform recensământului populației din 2004:
| Grup etnic                    | Populație | % Procentaj |
| ----------------------------- | --------- | ----------- |
| Găgăuzi                       | 1205      | 72,94%      |
| Băștinași declarați Moldoveni | 294       | 17,80%      |
| Bulgari                       | 89        | 5,39%       |
| Ruși                          | 35        | 2,12%       |
| Ucraineni                     | 24        | 1,45%       |
| Alții                         | 5         | 0,30%       |
| Total                         | 1652      | 100%        |